# Phaonia axinoides
Phaonia axinoides är en tvåvingeart som beskrevs av Feng 1995. Phaonia axinoides ingår i släktet Phaonia och familjen husflugor.
Artens utbredningsområde är Sichuan (Kina). Inga underarter finns listade i Catalogue of Life.